# Saint-Romain-de-Colbosc

Saint-Romain-de-Colbosc este o comună în departamentul Seine-Maritime, Franța. În 1 ianuarie 2022 avea o populație de 4.608 de locuitori.